# سینوتراک
سینو تراک (به چینی: 中國重汽) یک شرکت چینی طراحی و ساخت ماشین‌آلات سنگین و نیمه‌سنگین واقع در هنگ کونگ است. این شرکت سومین شرکت بزرگ در صنایع خودرو سازی چین است. سینو تراک در سال ۲۰۰۹ توانست ۲۵ درصد از سهام شرکت خودرو سازی آلمانی مان (به آلمانی: MAN) را خریداری کند. این شرکت در سال ۲۰۰۹ موفق به تولید ۱۲۵،۰۰۰ دستگاه کامیون شد. محصولات هوو،فراز که در کشور ایران ساخته شد